# Consiglio europeo di informazione sull'alimentazione
Il Consiglio europeo di informazione sull'alimentazione (in inglese European Food Information Council, EUFIC) è un'organizzazione no-profit orientata al consumatore, fondata nel 1995 per rendere più accessibile e comprensibile la scienza dell'alimentazione e della salute. Con sede a Bruxelles, in Belgio, la sua missione è quella di fornire contenuti scientifici per ispirare e promuovere diete e stili di vita più sani e sostenibili tra i cittadini europei.
EUFIC comunica informazioni basate sulla scienza riguardo ad una vasta gamma di argomenti relativi all'alimentazione e alla salute, come la nutrizione e lo stile di vita, la sicurezza e la qualità degli alimenti, l'alimentazione sostenibile e la comunicazione del rischio alimentare. Il lavoro di EUFIC per migliorare la comprensione della scienza dell'alimentazione e della salute da parte delle persone si concentra su tre pilastri fondamentali:
- l'utilizzo della scienza e di risorse provenienti da organi autorevoli come l'Organizzazione mondiale della sanità (OMS), l'Organizzazione per l'alimentazione e l'agricoltura (FAO) e le autorità europee.
- la convidisione di consigli pratici riguardo ad alimentazione, stili di vita sani, sicurezza alimentare e sostenibilità.
- l'obiettivo di educare ad una valutazione critica degli alimenti e delle indicazioni riguardanti la salute fornite dai media.

L'integrità scientifica e l'imparzialità sono al centro del lavoro di EUFIC. Un comitato consultivo scientifico indipendente guida il lavoro dell'organizzazione assicurando che il materiale prodotto rifletta il consenso scientifico.
EUFIC sceglie i suoi argomenti sulla base della loro rilevanza scientifica, dell'importanza per la salute pubblica e al monitoraggio del dibattito pubblico. Gli esperti di scienza del consumo aiutano il team e la rete EUFIC a comprendere meglio atteggiamenti e comportamenti di questi nei confronti del cibo.
L'organizzazione con sede a Bruxelles porta le sue risorse al pubblico attraverso diversi canali di diffusione, nonché attraverso collaborazioni con una vasta rete di partner autorevoli in ambito alimentare e sanitario.
Il sito web ha la certificazione HONcode, che verifica la conformitá dei contenuti basati su standard comuni tra stakeholders, per proteggere i cittadini da informazioni fuorvianti nell'ambito della salute.

## Collaborazioni
EUFIC opera come parte di diversi consorzi finanziati dai programmi quadro della Commissione europea e da EIT Food. EUFIC ha inoltre collaborazioni di lunga data con organizzazioni come la Federazione europea delle associazioni di dietisti (EFAD) e l'Associazione europea per lo studio dell'obesità (EASO).
EUFIC è anche attivamente coinvolta nella European Nutritional Leadership Platform (ENLP), attraverso la quale si sviluppano, ispirano e collegano le prossime generazioni di leader nel settore alimentare e nutrizionale.

## Storia di EUFIC

### 1995 - 2000 Nascita di EUFIC tra i pionieri di Internet
EUFIC è stata fondata nel 1995 con la missione di fornire agli opinion-formers (istituti di informazione alimentare, associazioni dei consumatori, autorità governative, esperti di salute, insegnanti e media) informazioni chiare, scientifiche e facilmente comprensibili per contribuire a migliorare la conoscenza del pubblico su questioni relative alla nutrizione e alla salute.
Nel 1997 EUFIC è diventato un pioniere dell'informazione alimentare su Internet, rendendo le sue risorse direttamente disponibili ai consumatori. All'epoca erano presenti online circa 1 milione di siti web in tutto il mondo, tra i quali EUFIC è stato uno dei primi a fornire informazioni affidabili online sull'alimentazione.
La prima direttrice di EUFIC, Anna Jung, ha guidato l'organizzazione fino al 2005.

### 2001 - 2005 CoolFoodPlanet.org e la certificazione HONcode
Nel 2001 EUFIC ha fondato la pagina web CoolFoodPlanet.org, un divertente strumento di apprendimento interattivo per bambini.
EUFIC ha ottenuto la certificazione HONcode nel marzo 2004. Health On The Net (HON) è un'organizzazione senza scopo di lucro che promuove informazioni sulla salute in maniera trasparente e affidabile.

### 2006 - 2010 Pubblicazioni scientifiche, partnership e multimedia
Nel 2006 EUFIC ha prodotto le sue prime pubblicazioni scientifiche: Quo Vadis Food Risk Communication? e What should be the role of the media in nutrition communication?. Nello stesso anno Josephine Wills è diventata direttrice di EUFIC, restandone alla guida fino al 2014.
Nel 2009 EUFIC ha organizzato un workshop in collaborazione con la FAO riguardo linee guida dietetiche basate sugli alimenti. Hanno partecipato 14 paesi dell'UE.
EUFIC ha inoltre rilanciato il suo sito web in 11 lingue nel 2010.

### 2011 - 2015 Maggiore attenzione al consumatore e lancio dei social media
Nel settembre 2011, viene lanciato il primo canale social di EUFIC con l'apertura di una pagina Facebook.
Nel 2012 sono seguiti gli account Twitter e YouTube, così come una nuova versione del CoolFoodPlanet. Nel 2015 EUFIC ha dato via a Speaking up for Science Action Network (SuSAN), che riunisce un gruppo di esperti europei impegnati ad affrontare le fake news e la disinformazione nei media.
La dottoressa Laura Fernández Celemín è diventata direttrice di EUFIC nel 2015, e ancora oggi guida l'organizzazione.

### 2016 - 2020 Contenuti a misura di consumatore in un ambiente in rapido cambiamento
EUFIC aggiunge un secondo account Twitter, @SciFoodHealth, che si occupa principalmente di notizie relative all'UE e ai progetti EIT Food in cui EUFIC è coinvolta.
Nel 2017 EUFIC ha aderito al Registro per la trasparenza dell'UE.
Nel 2018 EUFIC ha collaborato all'iniziativa globale della FAO sullo spreco e la perdita di cibo.
Nel 2019 EUFIC ha ricevuto l'European Association Awards per la "Migliore campagna digitale" grazie alla sua campagna "Hungry for Whole Grain".
Con la creazione di un account Instagram, EUFIC ha ampliato la sua presenza online su un altro popolare social media nel 2020, raggiungendo ben 11.000 followers in meno di un anno.
Con l'arrivo della pandemia di COVID-19 in Europa, EUFIC ha pubblicato nell'aprile 2020 una serie di articoli con delle linee guida per un'alimentazione sana durante l'isolamento.
In 25 anni EUFIC ha pubblicato 107 pubblicazioni scientifiche, 59 delle quali peer-reviewed.

## Finanziamento e trasparenza
EUFIC è un'organizzazione indipendente senza scopo di lucro, registrata secondo la legge belga come AISBL (Association internationale sans but lucratif) con il numero 0456 866 931.
Nel 2020 il 66% dei finanziamenti EUFIC proveniva da fonti pubbliche, il 33% dai membri e l'1% da ricerche commissionate.
I conti annuali di EUFIC sono rivisti e approvati da revisori finanziari esterni formalmente riconosciuti e vengono pubblicati annualmente nel Central Balance Sheet Office.
EUFIC è inoltre elencata nel registro per la trasparenza dell'UE con l'identificativo TR ID 248894041414-94.

## La governance di EUFIC
La governance di EUFIC si basa sui valori di trasparenza, inclusivitá e integritá scientifica. I membri degli organi di gestione rappresentano i quattro settori chiave per riuscire a migliorare la salute pubblica attraverso la comunicazione della scienza: la comunità scientifica, gli operatori sanitari e della comunicazione scientifica, il settore privato e la società civile.
Tutti i rappresentanti svolgono il loro ruolo a titolo personale e senza retribuzione e si impegnano a rispettare i principi operativi e il codice di condotta di EUFIC firmando una dichiarazione annuale riguardo al conflitto di interessi.

## Report annuale
Le finanze di EUFIC vengono controllate annualmente e pubblicate nel report annuale dell'organizzazione.